# Али ел Замил
Али ел Замил (арап. علي الزامل, романизовано Ali Al-Zamil; Кувајт Сити, 19. септембар 2002) кувајтски је пливач чија ужа специјалност су трке леђним стилом. 

## Спортска каријера
Замил је дебитовао на светским првенствима као шеснаестогодишњак, на првенству у корејском Квангџуу 2019, где је пливао у квалификационим тркама на 50 леђно (50. место) и 100 леђно (51. место).